# Veliškovci
Veliškovci – wieś w Chorwacji, w żupanii osijecko-barańskiej, w mieście Belišće. W 2011 roku liczyła 685 mieszkańców.